# RMB (zespół muzyczny)
RMB – niemiecki duet powstały w 1993. Tworzą go Rolf Maier Bode, urodzony 6 marca 1974 r. w Berlinie oraz Farid Gharadjedaghi urodzony 26 maja 1974 r. w Teheranie. 
Rolf pobierał lekcje gry na fortepianie przez ponad 2 lata, natomiast Farid 9 lat uczył się sztuki grania na trąbce. Ich muzyczny talent pozwolił im na osiągnięcia, jeszcze zanim stworzyli duet RMB. W młodości wraz z parą przyjaciół Rolf tworzył grupę "Nautilus". W 1991 r. wydali płytę gramofonową "Terror EP" i na tym poprzestali. Farid, jeszcze podczas nauki w szkole, zaczął pracować w wytwórni "Adam & Eve", gdzie miał sposobność poznania Rolfa, który w tamtych czasach był już związany z wytwórnią jako muzyk. Wtedy w ich głowach zrodził się pomysł na stworzenie własnej grupy muzycznej, która została nazwana "Manitou". Niedługo potem wydali pierwszą płytę winylową, która spotkała się z bardzo dobrym przyjęciem na rynku muzycznym. Rok później zmienili swoją nazwę na RMB, która pochodzi od pierwszych liter imienia i nazwiska Rolf Maier Bode. Grupa zawiesiła działalność w 2005 z przyczyn ekonomicznych i osobistych. Rolf Maier Bode tworzy obecnie solo.

## Dyskografia

### Albumy
- 1992 RMB – Trax I (LP)
- 1993 RMB – Trax II (LP)
- 1993 RMB – Trax (CD)
- 1995 RMB – This World Is Yours (LP,MC,CD) – muzycy wykorzystali w utworach fragmenty dialogów z dużego ekranu. Możemy usłyszeć cytaty z takich filmów jak: Życie Carlita (Troubled), Zapach kobiety (film 1992) (Passport To Heaven).
- 1998 RMB – Widescreen (MC,CD) – również pojawiają się dialogi z filmów: 12 małp (Madman's Legend, No Friends), Leon zawodowiec (Madman's Legend, Reality, No Women No Kids), Przylądek strachu (film 1962) (No Friends), Gorączka (Anyway), Podejrzani (Break The Silence), Beethoven (Unreality), Czas apokalipsy (Everything Groove ver.), The Godfather (Everything Cant Hide ver., No Women No Kids), 2001: Odyseja Kosmiczna (No Women No Kids), Mad Max 2 - Wojownik Szos (No Women No Kids).
- 2001 RMB – Mission Horizon (2LP,CD) – także tu pojawiają się teksty z filmów, jednak tylko przy niektórych utworach i tylko na ich początku: 12 małp (The Trick).
- 2002 RMB – Mission Horizon 2.0 (SE) (2CD)
- 2003 RMB AND FRIENDS – A Tribute To RMB (2LP,CD)
- 2009 RMB – Evolution -Online- (Download)

### Single

#### 1992
- Trax 1

#### 1993
- Trax 2
- Heaven & Hell EP

#### 1994
- Love EP
- Redemption
- Redemption Remixes

#### 1995
- Experience
- Experience Remixes
- Love Is An Ocean
- Love Is An Ocean Remixes
- This World Is Yours Promo
- This World Is Yours
- Passport To Heaven

#### 1996
- Passport To Heaven Remixes
- Spring
- Spring Mixes*Reality
- Reality Promo
- Reality Mixes

#### 1997
- Break The Silence / Everything

#### 1998
- Shadows
- Everything EP
- Everything EP Part 1
- Everything EP Part 2

#### 1999
- Shadows UK Mixes

#### 2000
- Deep Down Below (Vinyl One)
- Deep Down Below (Vinyl Two)
- Deep Down Below Promo

#### 2001
- Deep Down Below
- Deep Down Below USA
- Horizon (Vinyl Three)
- Horizon Remix (Vinyl Four)
- Horizon Promo
- Horizon
- Selected Works (Vinyl Six)
- Mission Horizon Promo
- Mission Horizon (Vinyl Five)

#### 2002
- Redemption 2.0 Promo
- Redemption 2.0 Mixes
- Redemption 2.0
- Redemption 2.0 The Club Mixes

#### 2003
- Feel The Flame/Touch The Sky (Vinyl Prelistening 1)

#### 2004
- Gangster/Killer (Vinyl Prelistening 2)

#### 2005
- April/Beauty Of Simplicity (Vinyl Prelistening 3)